# Liz Allbee
Liz Allbee (auch: Luz Alibi, * 1976 in Berlin, Vermont) ist eine US-amerikanische Trompeterin.

## Leben
Allbee studierte Musik und Medienwissenschaften am Mills College in Oakland (Kalifornien) und trat in den USA mit Bands und Künstlern wie Anthony Braxton, dem Rova Saxophone Quartet, Fred Frith, Phillip Greenlief, Gino Robair und Jon Raskin auf. Allbees Arbeiten sind überwiegend Genres wie der Neuen Musik, Neuen Improvisationsmusik, der Elektroakustischen Musik und bisweilen dem Noise zuzuordnen.
Sie schreibt Film- und Theatermusiken und nahm an zahlreichen internationalen Festivals teil.
Liz Allbee lebte und arbeitete 14 Jahre in der San Francisco Bay Area, bevor sie 2009 nach Berlin  (Deutschland) übersiedelte. Seitdem arbeitete sie unter anderem mit Axel Dörner, Frank Gratkowski, Michael Renkel, Günter Heinz, Ernesto Rodrigues, John Butcher (Fluid Fixations, 2024), Sven-Åke Johansson (Das Marschorchester und Frost, 2017) und der Neuen Dresdner Kammermusik.
Seit 2013 bildet sie zusammen mit Antje Vowinckel, Steffi Weismann, Anouschka Trocker und Margarete Huber die Performerinnengruppe XLR-Female.

## Diskographie (Auswahl)
- Quarry Tones, Resipiscent, 2005
- Plants That Kill (mit Sharon Cheslow und Weasel Walter), Curor Recordings, 2007
- Warm Marrow, Resipiscent, 2009
- Theseus Vs., Resipiscent, 2010
- 26. März, Oberdeck, Karl Schmidt Verlag, 2011
- Liz Allbee, Annette Krebs, Sven-Åke Johansson: Frost, 2017